# ابن عطیه اندلسی
ابومحمد عبدالحق بن غالب بن عبدالرحمن بن غالب محاربی معروف به ابن عطیه اندلسی (۴۸۱ – ۵۴۱ هجری) مفسر و محدث مالکی بود. او از رجال سیاسی اندلس در دوران مرابطون بوده‌است. مهم‌ترین اثر او تفسیر قرآن به نام المحرر الوجیز فی تفسیر الکتاب العزیز است. دیگر اثر او فهرس یا البرنامج است.